# إيرني كليفتون
إيرني كليفتون (15 يونيو 1939 - ) (بالإنجليزية: Ernie Clifton)‏ هو لاعب كريكت بريطاني.

## وصلات خارجية
- إيرني كليفتون على موقع إي آس بي آن كريك إنفو (الإنجليزية)